# Миронов, Лев Давыдович
Лев Давы́дович Миро́нов (12 марта 1933 — 6 апреля 2006) — советский, российский дипломат. Чрезвычайный и полномочный посол (15 августа 1990).

## Биография
Окончил Московский государственный институт международных отношений (МГИМО) МИД СССР (1957). На дипломатической работе с 1957 года.
- С 15 августа 1990 по 22 мая 1995 года — чрезвычайный и полномочный посол СССР, затем Российской Федерации (с 1991) в Эфиопии[2][3].
- С 1996 года — посол по особым поручениям МИД России, представитель МИД РФ по урегулированию конфликтов в Абхазии и Южной Осетии, ответственный секретарь госкомиссии по подготовке государственного договора с Грузией, руководитель группы экспертов на переговорах с Грузией по военным вопросам[4].

## Награды и почётные звания
- Орден Дружбы народов
- Орден «Знак Почёта»
- Заслуженный работник дипломатической службы Российской Федерации (2002)

## Семья
Был женат, двое детей.